# Katarzyna Anzorge
Katarzyna Anzorge (ur. 9 lipca 1981 w Legionowie) – polska aktorka. W 2006 roku ukończyła Państwową Wyższą Szkołę Filmową, Telewizyjną i Teatralną im. Leona Schillera w Łodzi.
W czasie studiów została wyróżniona stypendium Ministra Kultury za osiągnięcia w nauce w roku akademickim 2005/2006. Otrzymała również drugą nagrodę aktorską na XXIV Ogólnopolskim Festiwalu Szkół Teatralnych w Łodzi za rolę Diany w spektaklu dyplomowym Gąska Nikołaja Kolady w reżyserii Waldemara Śmigasiewicza. Zagrała też w wielu filmowych etiudach studenckich.

## Spektakle teatralne
Teatr Studyjny PWSFTviT w Łodzi
- 2004: Skaza (reż. Katarzyna Kasica)
- 2005: Jak wam się podoba – Rozalinda (reż. Jan Maciejowski)
- 2006: Gąska – Diana (reż. W. Śmigasiewicz)
- 2008: Capuccino  – Lily rzeczniczka prasowa domu mody (reż. Katarzyna Ostrowska) – Teatr Dramatyczny im. Jerzego Szaniawskiego w Płocku
- 2009: Pierścień i róża – Rózia (reż. Karol Suszka) – Teatr Dramatyczny im. Jerzego Szaniawskiego w Płocku
- 2009: Opera żebracza – Sukey Tawdry (reż. Wiesław Rudzki) – Teatr Dramatyczny im. Jerzego Szaniawskiego w Płocku
- 2009: Mazepa – Amelia, żona Wojewody (reż. Krzysztof Prus) – Teatr Dramatyczny im. Jerzego Szaniawskiego w Płocku

## Filmografia
- 2003–2005: Sprawa na dziś – Dziewczyna wypowiadająca się w sondzie ulicznej / Justyna, pracownica telewizyjnego bufetu
- 2005–2007: Egzamin z życia – Kasia, recepcjonistka w firmie Karola Chełmickiego
- 2008: Ojciec Mateusz

### Etiudy
- 2003: Co by było gdyby...?
- 2003: W pudle
- 2005: Zrobisz to dla mnie?
- 2006: Pustka
- 2007: Teczka